# Élections législatives saint-luciennes de 2021
Les Élections législatives saint-luciennes de 2021 ont lieu le 26 juillet 2021 afin de renouveler les membres de l'assemblée de Sainte-Lucie.
Le scrutin aboutit à une alternance avec la victoire du Parti travailliste mené par Philip Pierre, qui remplace Allen Chastanet au poste de Premier ministre.

## Contexte
Les élections législatives de juin 2016 sont remportées par le Parti uni des travailleurs, auparavant dans l'opposition. Celui ci réunit 11 sièges sur 17, les six sièges restants allant au Parti uni des travailleurs, du gouvernement sortant. Allen Chastanet remplace Kenny Anthony au poste de Premier ministre,,. Le premier ministre sortant annonce dans la foulée sa démission de la présidence du parti, où il est remplacé par Philip Pierre.
Initialement prévu pour juin, le scrutin de 2021 se tient dans le contexte de la pandémie de Covid-19, qui contraint le gouvernement à décréter un état d'urgence sanitaire jusqu'au 16 octobre, retardant ainsi d'un mois la tenue des élections, finalement fixées au 26 juillet,.

## Système électoral
L'assemblée de Sainte-Lucie est composée de 17 sièges pourvus pour cinq ans au scrutin uninominal majoritaire à un tour dans autant de circonscriptions électorales. Le Président de l'Assemblée est élu par l'assemblée et peut venir de l'extérieur de la Chambre, ce qui porte parfois le nombre de membres à 18.

## Résultats
|                        |                                  |         |       |       |        |               |  |  |  |
| Parti                  | Parti                            | Votes   | %     | +/–   | Sièges | +/–           |  |  |  |
|                        | Parti travailliste (SLP)         | 43 799  | 50,14 | 6,05  | 13     | 7             |  |  |  |
|                        | Parti uni des travailleurs (UWP) | 37 481  | 42,91 | 11,85 | 2      | 9             |  |  |  |
|                        | Parti vert national (NGP)        | 271     | 0,31  | Nv    | 0      | en stagnation |  |  |  |
|                        | Indépendants                     | 5 807   | 6,65  | 5,69  | 2      | 2             |  |  |  |
|                        |                                  |         |       |       |        |               |  |  |  |
| Votes valides          | Votes valides                    | 87 358  | 98,10 |       |        |               |  |  |  |
| Votes blancs et nuls   | Votes blancs et nuls             | 1 694   | 1,90  |       |        |               |  |  |  |
| Total                  | Total                            | 89 052  | 100   | –     | 17     | en stagnation |  |  |  |
| Abstention             | Abstention                       | 85 280  | 49,98 |       |        |               |  |  |  |
| Inscrits/Participation | Inscrits/Participation           | 174 332 | 51,08 |       |        |               |  |  |  |

## Conséquences

Résultats par circonscription.

Les élections sont largement remportées par le Parti travailliste avec 13 sièges sur 17 contre 2 au Parti uni des travailleurs, en recul de 9 sièges. Le dirigeant travailliste Philip Pierre remplace Allen Chastanet au poste de Premier ministre deux jours après le scrutin,.
Le scrutin est particulièrement serré dans la circonscription de Babonneau où la candidate SLP Virginia Albert Poyette (en), nouvelle en politique, l'emporte d'à peine vingt voix contre le ministre UWP sortant de l'agriculture, Ezechiel Joseph (en). Deux candidats indépendants remportent des sièges. L'un, Richard Frederick, l'emporte contre la ministre UWP sortante des affaires étrangères Sarah Flood Beaubrun (en), tandis que l'ancien Premier ministre UWP Stephenson King se présente pour la première fois en tant qu'indépendant dans sa circonscription de Castries Nord, qu'il détient depuis près de trois décennies.